# ТЕС Угеллі (Дельта)
5°32′23.6″ пн. ш. 5°54′54.4″ сх. д. / 5.539889° пн. ш. 5.915111° сх. д.
ТЕС Угеллі (Дельта) — теплова електростанція на півдні Нігерії у штаті Дельта, розташована за 12 км на схід від його економічного центру Варрі та за 7 км на північний захід від міста Угеллі.
Перші дві газові турбіни потужністю по 36 МВт виробництва шведської компанії Stal-Laval ввели в експлуатацію у 1964 році (Дельта І). За цим в наступному десятилітті стали до ладу дві черги з обладнанням компанії General Electric (Дельта II, 1975 та Дельта III, 1978), кожна з яких мала по шість турбін типу Frame 5 одиничною потужністю 20 МВт. Нарешті, у 1991-му спорудили найпотужнішу частину станції Дельта IV у складі шести турбін General Electric типу Frame 9 по 100 МВт кожна.
Станція розташовується просто в нафтогазовидобувному регіоні поблизу газопереробного заводу Угеллі, який належить компанії Shell. Це полегшувало постачання сюди палива (проблема, з якою на початку 21-го століття стикнулось чимало нігерійських ТЕС), проте вона традиційно страждала від хронічних технічних проблем. Час від часу провадились роботи з відновлення та модернізації, наприклад, у 2000-х роках модернізували другу та третю черги з доведенням загальної потужності кожної до 150 МВт (щоправда, при цьому Дельту І демобілізували). А у 2012 анонсували введення в роботу з потужністю 130 МВт відновленої турбіни GT18 зі складу Дельта IV.
Втім, станом на момент переходу станції під контроль Transnational Corporation of Nigeria (Transcorp) в листопаді 2013 року її фактична потужність становила лише 160 МВт. Після ряду відновлювальних робіт та введення в експлуатацію у 2017 році модернізованої турбіни GT15 з показником 115 МВт загальна фактична потужність ТЕС Угеллі досягла 620 МВт.
Видача продукції відбувається по ЛЕП, що працює під напругою 330 кВ.